# Alexander Funk
Alexander Funk (Nidau, 19 febbraio 1806 – Nidau, 26 novembre 1871) è stato un politico, avvocato e magistrato svizzero.

## Biografia
Figlio di Rudolf Funk, pastore riformato, sposò Louisa Schmied, figlia di Abraham Schmied, di Nidau. Dopo una formazione giuridica all'Accademia di Berna dal 1826 al 1829, esercitò le professioni di avvocato e notaio e ricoprì diverse cariche giudiziarie e amministrative. Primo sindaco del comune di Nidau dal 1832 al 1837, nel 1838 fu presidente del tribunale distrettuale di Signau. Fu poi procuratore a Bienne dal 1841 al 1844, presidente del tribunale e del tribunale di appello dal 1844 al 1846, procuratore distrettuale del Seeland dal 1852 al 1862, segretario comunale di Bienne e prefetto a Nidau dal 1862 al 1870. Contemporaneamente, dal 1847 al 1867, fu colonnello e membro dello Stato maggiore federale. Fece parte della società studentesca Zofingia.
Membro del Gran Consiglio di Berna negli anni 1839-1846, 1850-1852 e 1870-1871, nel 1846 fu presidente della Costituente cantonale, e poi membro del governo cantonale dal 1846 al 1850. A livello nazionale nel 1848 fu presidente della Dieta federale 1848 e Consigliere nazionale dal 1848 al 1851. Partecipò alle spedizioni dei Corpi franchi sostenendo Ulrich Ochsenbein e avviò la sua carriera politica tra le file dei radicali. Verso il 1850 si avvicinò sempre più ai conservatori, nelle cui liste si candidò però solo nel 1870 per le elezioni del Gran Consiglio.